# Hymenocardia acida
Espèce
Synonymes
- Hymenocardia acida var. acida[2]
- Hymenocardia granulata Beille[2]
- Hymenocardia lanceolata Beille[2]
- Hymenocardia mollis var. glabra Pax[2]
- Hymenocardia obovata A.Chev. & Beille ex Beille[2]

Hymenocardia acida Tul. est une espèce de plantes à fleurs de la famille des Phyllanthaceae, endémique d'Afrique tropicale. C'est un petit arbre qui peut atteindre 10 m,.

## Liste des variétés
Selon World Checklist of Selected Plant Families (WCSP) (4 novembre 2015), Catalogue of Life (4 novembre 2015) et Tropicos (4 novembre 2015):
- variété Hymenocardia acida var. acida
- variété Hymenocardia acida var. mollis (Pax) Radcl.-Sm. (1973)